# 深圳市福田中学
深圳市福田中学是广东省深圳市福田区的一所公办高级中学。学校建校于1969年，原名宝安县附城中学，现为福田区重点中学、广东省一级学校、广东省国家级示范高中。

## 历史

### 宝安县时期
1969年，宝安县附城中学成立，当时属广东省惠阳专区宝安县附城公社。
1978年，附城公社拆分出福田公社，宝安县附城中学改属福田公社。

### 深圳建市后
1979年，伴随宝安县改制为深圳市，宝安县附城中学更名为深圳市福田中学。
1981年，为解决上步工业区（位于今华强北街道）工人子女上学问题，经深圳市教育局协商，由十家公司捐助，学校进行了校舍扩建。
1983年，深圳市福田中学试办电子技术职业高中班，翌年职业高中班从福田中学分离，成立岗厦职业技术学校(现深圳市第一职业技术学校)。
1999年，深圳市福田中学被福田区政府认定为区重点中学。
2000年，深圳市人民政府推行“高中优质化工程”，将深圳市数所中学实行初高中分离，深圳市福田中学由完全中学改制为高级中学。
2002年，深圳市福田中学成为广东省一级学校。
2006年，深圳市福田中学被认定为广东省国家级示范高中。
2020年12月，深圳市福田中学改扩建工程启动，预计深圳市福田中学改扩建工程完成后，校内建筑面积将由33656平方米增至127000平方米。为配合工程建设，学校搬迁至福田区香蜜湖街道的侨城东校区（第八高科技预制学校）过渡。
2023年11月，福田中学原校址改扩建工程完工，学校从侨城东校区（过渡校区）回迁原址。随后侨城东校区移交深圳市梅林中学，配合梅林中学完成原校址改扩建工程。

## 文化

### 学校校徽
校徽是由“福田中学”拼音（Futian Zhongxue）缩写变形组合而成的一只飞鸟，象征着福田中学与深圳市（别名“鹏城”）一同成长。

### 校名题写
学校校名“深圳市福田中学”六个字是由时任广东省省长的叶选平题写的。

## 校区

### 永久校区
- 地址：深圳市福田区福田路98号

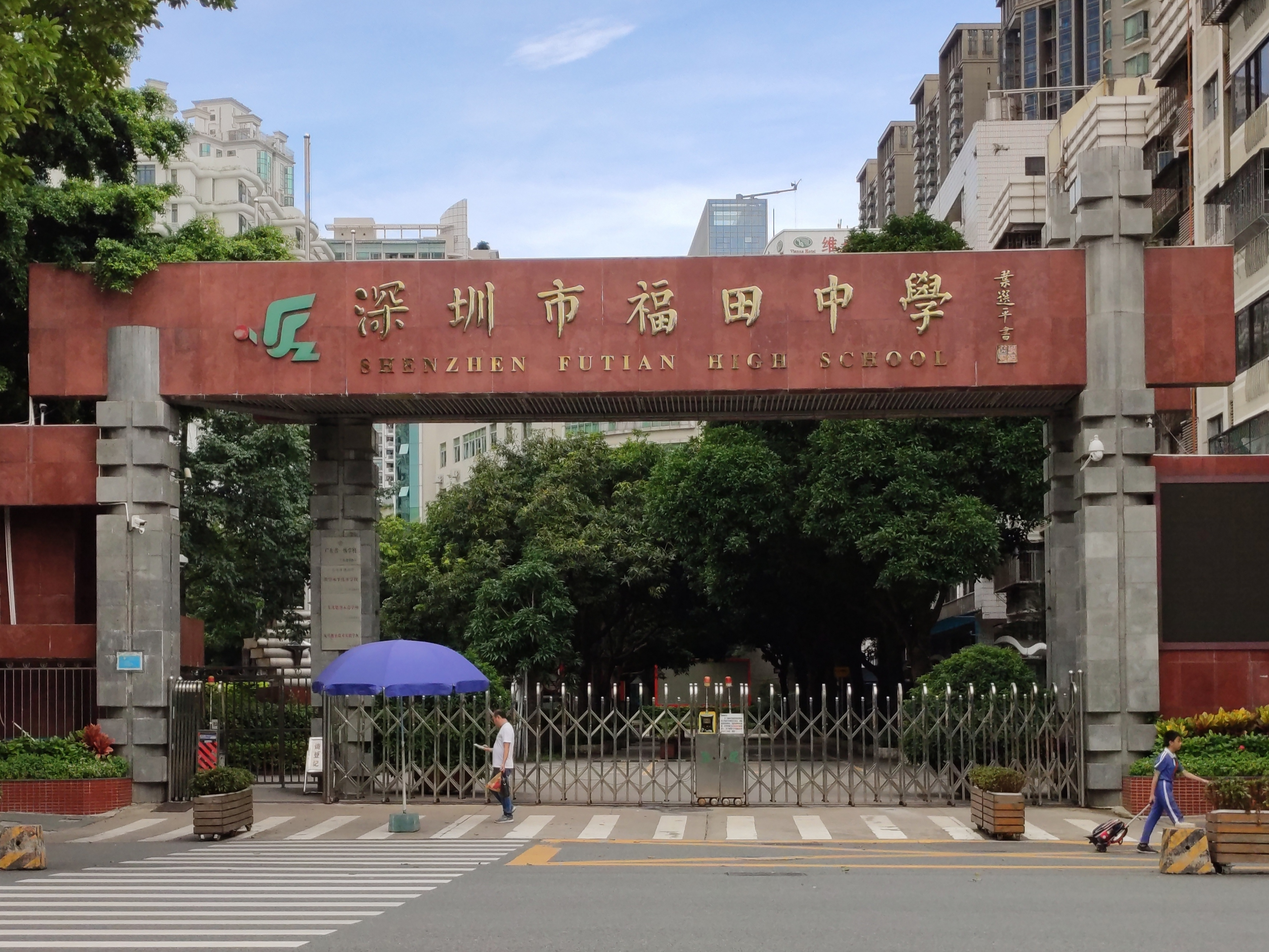
福田中学永久校区重建前校门（摄于2019年）

- 周边：中山大学附属第八医院、深圳市中心公园、福田村
- 公交：福田中学站、田面站

| 福田中学   | 福田中学       | 福田中学 | 福田中学               | 福田中学                                 |
| 编号       | 路线           | 路线     | 路线                   | 备注                                     |
| ---------- | -------------- | -------- | ---------------------- | ---------------------------------------- |
| 3          | 水库总站       | ⇆        | 购物公园地铁公交接驳站 |                                          |
| 14         | 莲花山总站     | ⇆        | 北斗总站               |                                          |
| 62         | 草埔吓屋村总站 | ⇆        | 福田保税区总站         |                                          |
| 216        | 梅林一村总站   | ⇆        | 华富路始发站           |                                          |
| 339        | 吉华公交场站   | ⇆        | 华瀚科技总站           |                                          |
| M138       | 秀峰公交总站   | ⇆        | 椰风路口               | 原 385                                   |
| 高峰专线29 | 翠枫豪园       | ⇆        | 福田高铁站             | 经深坑工业区、德兴花园、岗厦地铁站；原 9 |
| 高峰专线91 | 坂田象角糖总站 | ↺        | 华强路地铁公交接驳站   | 全年服务；原 391                         |

| 田面         | 田面                      | 田面                      | 田面                      | 田面                                                        |
| 编号         | 路线                      | 路线                      | 路线                      | 备注                                                        |
| ------------ | ------------------------- | ------------------------- | ------------------------- | ----------------------------------------------------------- |
| 3            | 水库总站                  | ⇆                         | 购物公园地铁公交接驳站    |                                                             |
| 14           | 莲花山总站                | ⇆                         | 北斗总站                  |                                                             |
| 101          | 动物园总站                | ⇆                         | 华新村总站                |                                                             |
| M102         | 福田交通枢纽公交场站      | ⇆                         | 仙湖植物园总站            | 原 202                                                      |
| 203          | 东昌总站                  | ↺                         | 地王大厦                  |                                                             |
| 204          | 蛇口SCT码头总站           | ⇆                         | 方大城公交首末站          |                                                             |
| 216          | 梅林一村总站              | ⇆                         | 华富路始发站              |                                                             |
| 223          | 南头总站                  | ⇆                         | 宁水花园总站              | 与113路及M113路免费换乘                                     |
| 高峰专线225  | 东昌总站                  | ⇆                         | 笋岗村牌坊                | 原 225                                                      |
| 303          | 三联村总站                | ⇆                         | 福田交通枢纽公交场站      |                                                             |
| 320          | 西乡恒生医院              | ⇆                         | 世界之窗地铁公交接驳站    |                                                             |
| 339          | 吉华公交场站              | ⇆                         | 华瀚科技总站              |                                                             |
| 377          | 南岭总站                  | ⇆                         | 福田交通枢纽公交场站      |                                                             |
| M138         | 秀峰公交总站              | ⇆                         | 椰风路口                  | 原 385                                                      |
| E10          | 君子布公交首末站          | ⇆                         | 购物公园地铁公交接驳站    | 原 高快巴士95                                               |
| M103         | 下沙总站                  | ↻                         | 上海宾馆西                | 原 103西段                                                  |
| M106         | 深圳蛇口邮轮中心公交场站  | ⇆                         | 建设路三岛中心总站        | 原 K204                                                     |
| M190         | 六约新村总站              | →                         | 福田高铁站                | 经锦绣花园、洪湖公园、海关综合大楼；原 高快巴士20（第一代） |
| M190         | 中海大山地幼儿园          | ←                         | 福田高铁站                | 经锦绣花园、洪湖公园、海关综合大楼；原 高快巴士20（第一代） |
| M191深南快线 | 大梅沙公交总站            | ⇆                         | 宝安客运中心              | 大站快线；原 旅游1线                                        |
| M213         | 福田交通枢纽公交场站      | ⇆                         | 东昌总站                  | 原 213                                                      |
| 高峰专线221  | 清湖产业园总站            | ⇆                         | 福田交通枢纽公交场站      | 原 M221                                                     |
| M224         | 秀峰公交总站              | ⇆                         | 购物公园地铁公交接驳站    |                                                             |
| M414         | 阳光花园总站              | ⇆                         | 上雪科技园公交首末站      | 原 310–315东段                                              |
| N25          | 自2020年2月3日起暂停服务  | 自2020年2月3日起暂停服务  | 自2020年2月3日起暂停服务  | 自2020年2月3日起暂停服务                                    |
| N3           | 自2021年8月11日起暂停服务 | 自2021年8月11日起暂停服务 | 自2021年8月11日起暂停服务 | 自2021年8月11日起暂停服务                                   |
| 高峰专线29   | 翠枫豪园                  | ⇆                         | 福田高铁站                | 经深坑工业区、德兴花园、岗厦地铁站；原 9                    |

- 地铁：
  - █深圳地铁1号线：岗厦站、华强路站
  - █深圳地铁2号线：岗厦北站
  - █深圳地铁11号线：中大八院站（建设中）

### 侨城东校区（已停用）

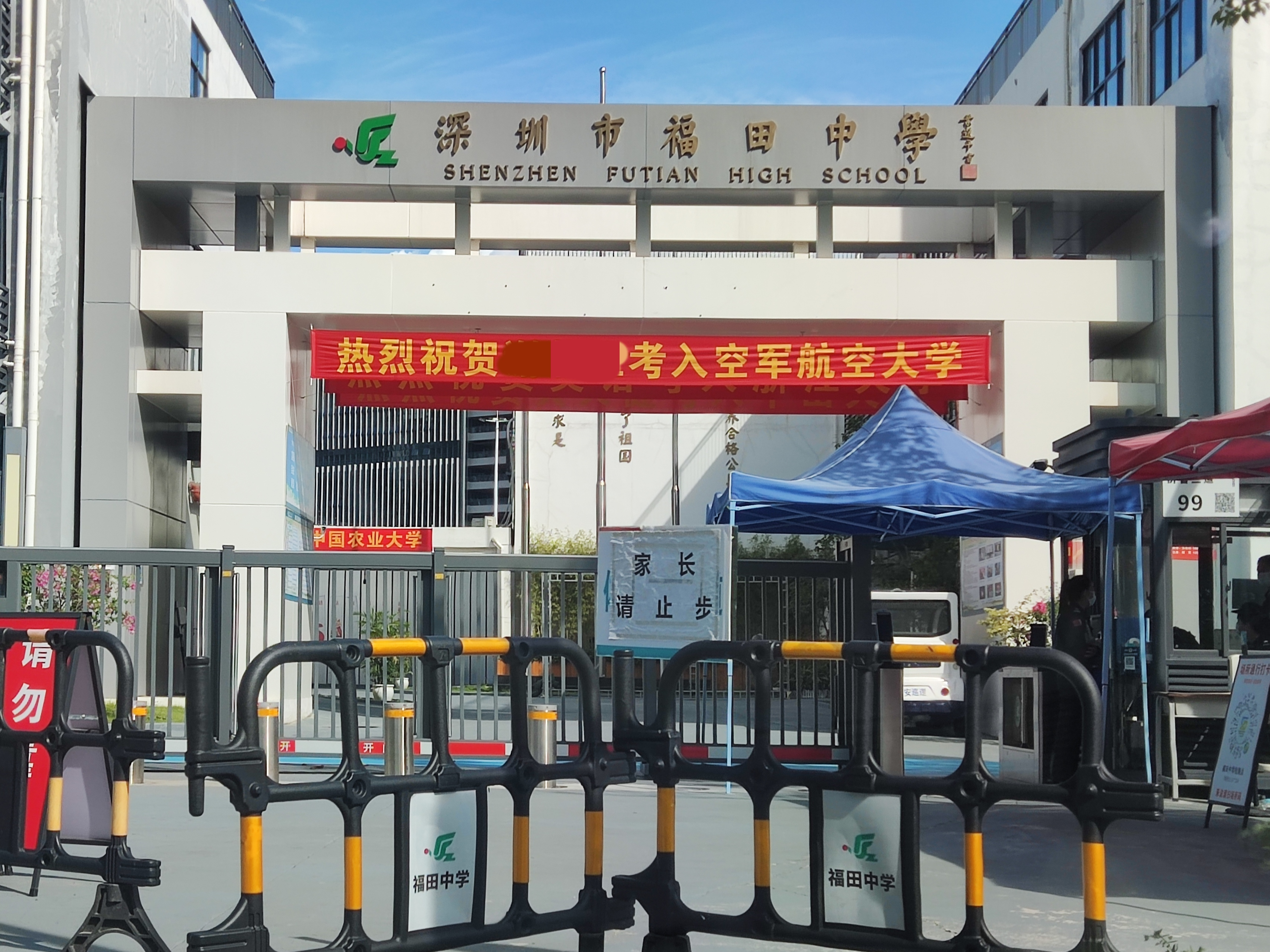
福田中学侨城东校区校门（摄于2022年）

- 地址：深圳市福田区侨香三道99号
- 使用时间：2020至2023年
- 后续：移交梅林中学
- 地铁：
  - █深圳地铁2号线：深康站

## 知名校友
- 周笔畅：2003届毕业生，中国知名女歌手。
- 邢书悦：2009届毕业生，深圳广电集团都市频道主持人。
- 莫有雪：2014届毕业生，在2015年世界田径锦标赛上获得男子4×100米接力银牌。
- 梁劲生：2015届毕业生，在2013年世界中学生田径锦标赛上获得男子200米金牌。

## 历任校长
- 第一任校长朱文英  任期：1969年—1972年
- 第二任校长廖政祥  任期：1972年—1982年
- 第三任校长张冰  任期：1982年—1984年
- 第四任校长龙炳权  任期：1984年—1989年
- 第五任校长朱湘泉  任期：1989年—1999年12月
- 第六任校长李建国  任期：1999年12月—2012年10月
- 第七任校长郭其俊  任期：2012年10月—2016年8月
- 第八任校长王德久  任期：2016年8月—至今